# フョードル・ストラヴィンスキー
フョードル・イグナチエヴィチ・ストラヴィンスキー（露: Фёдор Игна́тьевич Страви́нский / ラテン文字：Fyodor Ignatievich Stravinsky; ベラルーシ語: Фёдар Ігнатавіч Стравінскі, Хведар Стравінскі, 1843年6月20日（ユリウス暦6月8日） - 1902年12月4日（ユリウス暦11月21日））は、ロシアの声楽家ならびに俳優。
19世紀末のロシアを代表するバス・バリトン歌手であり、後にフョードル・シャリアピンが現れた時には「ストラヴィンスキーの後継者」と言われた。しかしロシアの外で歌ったことがなく、録音も残っていないために、ロシア以外では「イーゴリ・ストラヴィンスキーの父」としてしか知られていない。

## 人物・概要
ロシア帝国のミンスク県レチツキー郡ゴロヴィンツィ（今はベラルーシ領ホメリ州の町）で生まれた。ストラヴィンスキー家はポーランド系小貴族の家柄だった。はじめオデッサの新ロシア大学とキエフ大学で法学を学んだが、1869年からサンクトペテルブルク音楽院で学び、卒業後、1873年から1876年まで3年間にわたってキエフの劇場で歌った。キエフでのデビューはベッリーニ『夢遊病の女』のロドルフォ伯爵役だった。1876年から没するまでの26年間、サンクトペテルブルクに戻ってマリインスキー劇場づきのオペラ歌手として活躍した。マリインスキー劇場で最初に歌ったのはグノー『ファウスト』のメフィストフェレス役で、最後に歌ったのは1902年2月に上演されたビゼー『カルメン』のスニガ役だった。
彼の声はもともと美声とは言いがたかったが、2オクターヴ以上に及ぶ声域を持ち、音程・柔軟性・声色のコントロールに優れた。オシップ・ペトロフの後継者として称賛され、その傑出した演劇的な能力ゆえに歌手としても俳優としても成功を収めた。
最晩年には半身不随となり、脊椎ガンで死去した。帝国歌劇場の指導的なバス歌手として認められていたために、歿するとペテルブルクのノヴォデヴィチー墓地に埋葬された。また、貴重な回想録を遺している。

## 主要な役柄
以下の歌劇は、フョードルによって創唱されている。
- チャイコフスキー《鍛冶屋のヴァクーラ》の国王陛下（1876年）
- 同《オルレアンの少女》のデュノワ（1887年）
- 同《チャロデイカ》のマムイロフ
- ボロディン《イーゴリ公》のスクラー
- リムスキー＝コルサコフ《五月の夜》の村長
- 同《雪娘》の霜の王マロース

また、ムソルグスキー『ボリス・ゴドゥノフ』のヴァルラームやミハイル・グリンカ『ルスランとリュドミラ』のファルラーフ役を得意としていた。

## 家族
フョードル・ストラヴィンスキーは1874年にアンナ・キリロヴナ・ホロドフスカヤと結婚した。なお、イーゴリ・ストラヴィンスキーの最初の妻のエカテリーナ（1880 - 1939）は、アンナの姉であるマリヤ・ノセンコの娘である。
- 息子：
  - ロマーン（1875 - 1897）- 若くして没した。
  - ユーリー（1878 - 1941）- ロシアおよびソ連の建築家。
  - イーゴリ（1882 - 1971）- 作曲家。
  - グーリー（1884 - 1917）- 父親よりもすぐれた歌手として将来を期待されたが、第一次世界大戦に従軍中の1917年にルーマニア戦線で病死した。
- 孫：
  - スヴャトスラフ・スリマ - 作曲家、ピアニスト。イーゴリの子。